# Dotation royale (Belgique)
La Dotation royale est un montant alloué par l'État belge durant chaque année, à différents membres de la Famille royale belge, afin qu'ils puissent remplir leurs fonctions de représentation ; la loi interdisant aux membres de la famille royale de travailler par souci de neutralité. La dotation royale a fait l'objet d'une réforme en profondeur en 2013, celle-ci comprend également des dispositions transitoires. La dotation royale ne doit pas être confondue avec la Donation royale (institution publique indépendante qui met ses biens immobiliers et mobiliers à disposition de la famille royale), ni avec la Liste civile (moyen de l'État mis à disposition du Roi pour exercer sa fonction royale).

## Histoire

### La liste civile
La Liste civile comprend tous les moyens (financier, immobilier ou mobilier) que l'État met à disposition du Roi des Belges pour lui permettre d’exercer sa fonction royale dans ses différents aspects mais aussi de pouvoir tenir son rang. Comme le spécifie l’article 89 de la Constitution, elle est fixée au début du règne et est en application pour toute sa durée. La partie financière de la Liste civile couvre tous les frais supportés directement par le Roi des Belges, au sens le plus large du terme, et liés à sa fonction (personnel sous contrat, matériel, frais pour le fonctionnement journalier tant du Roi que de la Reine (activités, réceptions…), entretien intérieur du Palais royal de Bruxelles et du Château de Laeken, charges, parc automobile et carburant, administration, assurances, cadeaux pour les jubilaires, dépenses courantes, ...
Depuis juillet 2013, tous les achats de biens et services sont soumis au prélèvement des taxes indirectes en vigueur. Outre les dépenses directement supportées par le Roi à partir de la Liste civile, certains services d’appui au fonctionnement de la Monarchie sont également fournis et pris en charge budgétairement par des services de l’Etat. Depuis le début du règne actuel (Roi Philippe), pour des raisons de transparence, toutes les lignes budgétaires prévues à cet effet sont regroupées dans un programme budgétaire commun du Budget général des dépenses de l’Etat fédéral. Il est donc possible à tout moment de connaître le « coût » total du fonctionnement de la Monarchie.
| Règne         | Base (début de règne) | Indexé       |
| ------------- | --------------------- | ------------ |
| Roi Albert II | 211 000 000 FB        | 11 554 000 € |
| Roi Philippe  | 11 554 000 €          | 12 267 000 € |

## Réformes
En 2013, à l'occasion du début du règne du Roi Philippe, le Parlement belge a effectué une réforme des dotations royales. Celles-ci sont désormais régies par la loi du 27 novembre 2013 concernant les dotations et les indemnités octroyées à des membres de la Famille royale ainsi que la transparence du financement de la monarchie. 
L'article 4 de cette loi dispose que la dotation royale se composera désormais de deux parties:
1. La «part traitement» : soumise à l'impôt, fixée sur la base du traitement d'une fonction supérieure au sein de la magistrature ou de la fonction publique (payé mensuellement);
2. La «part fonctionnement et personnel» : correspond aux dépenses de fonctionnement et de personnel (payé trimestriellement).

- Transparence et contrôle:
Les dotations sont inscrites chaque année au budget général des dépenses du Royaume, toutes les dépenses ayant trait à la Famille royale sont mentionnées dans un programme budgétaire commun. Toutes les dépenses sont consignées, chaque année, les rubriques principales des comptes portant sur les dépenses de fonctionnement et de personnel sont publiées et rendues publiques. Le premier président et le président de la Cour des comptes examinent la légalité et la régularité des dépenses imputées sur la part fonctionnement et personnel. Chaque année, les membres de la Famille royale qui bénéficient d'une dotation ou qui, le cas échéant, bénéficient d'une indemnité, remettent au premier ministre un rapport des activités d'intérêt général qu'ils ont menées au cours de l'année écoulée. Le premier ministre transmet ce rapport aux Chambres fédérales.

- Règles de bonne conduite:
Dans le cadre de leurs activités, les membres de la Famille royale participent aux réunions ou manifestations publiques pour lesquelles leur présence ou leur concours est sollicité pour autant que cette participation ne porte pas préjudice à la dignité et à la respectabilité de leurs fonctions et qu'elle ne menace pas leur neutralité. Ils se déplacent en cette qualité tant en Belgique qu'à l'étranger. Pour tenir compte des implications politiques éventuelles que peuvent avoir à l'étranger les déplacements des membres de la Famille royale, tout projet de déplacement en dehors de l'Espace économique européen, qu'il soit public ou privé, est communiqué au ministre des Affaires étrangères. Tout déplacement à l'étranger qui peut revêtir une signification politique et, en particulier, s'il comporte un contact avec les hautes autorités de l'Etat concerné, est communiqué au ministre des Affaires étrangères. Le ministre rend, dans un délai de huit jours, un avis sur l'opportunité d'un tel déplacement et, le cas échéant, sur les conditions dans lesquelles il peut se réaliser. En tout état de cause, ce déplacement ne peut avoir lieu que de l'avis conforme du ministre. A l'exception des contacts qui peuvent avoir lieu dans le cadre d'activités de représentation, les contacts des membres de la Famille royale en Belgique avec les autorités d'Etats étrangers, d'organisations internationales ou leurs représentants sont assujettis aux règles définies à l'article 17. A tout moment, les membres de la Famille royale veillent à ne pas compromettre par leurs propos, leurs attitudes ou leurs comportements la dignité et la respectabilité qui s'attachent aux fonctions qu'ils exercent. Dans l'exercice de leurs fonctions, les membres de la Famille royale font preuve de réserve dans l'expression publique de leurs opinions, et ce quels que soient la matière ou le média utilisé. Les membres de la Famille royale témoignent de respect pour les conceptions politiques, philosophiques, idéologiques ou religieuses qui s'expriment dans une société démocratique.

## Bénéficiaires
En plus du Monarque, une dotation peut être allouée :
1. à l'héritier présomptif de la Couronne,
2. au Roi ou à la Reine qui a abdiqué,
3. au conjoint survivant ou à la conjointe survivante du Roi ou de la Reine,
4. au conjoint survivant ou à la conjointe survivante du Roi ou de la Reine qui a abdiqué,
5. au conjoint survivant ou à la conjointe survivante de l'héritier présomptif de la Couronne.

- Autres membres de la Famille royale :
Les membres de la Famille royale qui ne perçoivent aucune dotation en vertu de l'article 2 peuvent, par arrêté royal délibéré en Conseil des ministres, se voir allouer une indemnité destinée à l'exercice de prestations d'intérêt général. L'arrêté royal fixe l'ampleur des prestations, la durée d'exercice de celles-ci ainsi que la hauteur de l'indemnité qui est allouée à cette fin. L'équivalent de deux diplomates est mis à la disposition du membre de la Famille royale accompagnant les missions commerciales.

- Dispositions transitoires:
Il est alloué, à charge du Trésor public, une dotation annuelle de 320.000 euros à Son Altesse Royale la Princesse Astrid. Les dispositions des chapitres 2 à 4 s'appliquent à cette dotation. La part traitement visée à l'article 3, 1°, s'élève au traitement brut de départ d'un conseiller d’État. Un sous-officier et un officier subalterne sont, au maximum, mis à la disposition de Son Altesse Royale la Princesse Astrid. Il est alloué, à charge du Trésor public, une <dotation> annuelle de 307 000 euros à Son Altesse Royale le Prince Laurent. Les dispositions des chapitres 2 à 4 s'appliquent à cette dotation. La part traitement visée à l'article 3, 1°, s'élève au traitement brut de départ d'un conseiller d'Etat. Un sous-officier est, au maximum, mis à la disposition de Son Altesse Royale le Prince Laurent.

### 2019
| Bénéficiaires    | Traitement | Fonctionnement | Total        |
| ---------------- | ---------- | -------------- | ------------ |
| Roi Philippe     | -          | -              | 11 554 000 € |
| Roi Albert II    | 183 000 €  | 778 000 €      | 961 000 €    |
| Princesse Astrid | 92 000 €   | 242 000 €      | 334 000 €    |
| Prince Laurent   | 92 000 €   | 228 000 €      | 320 000 €    |

### 2020
| Bénéficiaires    | Traitement | Fonctionnement | Total        |
| ---------------- | ---------- | -------------- | ------------ |
| Roi Philippe     | -          | -              | 12 457 000 € |
| Roi Albert II    | 186 000 €  | 789 000 €      | 975 000 €    |
| Princesse Astrid | 93 400 €   | 245 600 €      | 339 000 €    |
| Prince Laurent   | 93 400 €   | 231 400 €      | 325 000 €    |

### 2021
| Bénéficiaires    | Traitement | Fonctionnement | Total        |
| ---------------- | ---------- | -------------- | ------------ |
| Roi Philippe     | -          | -              | 12 525 000 € |
| Roi Albert II    | 187 000 €  | 793 000 €      | 980 000 €    |
| Princesse Astrid | 94 000 €   | 240 000 €      | 341 000 €    |
| Prince Laurent   | 94 000 €   | 233 000 €      | 327 000 €    |

## Critiques
Le système de dotation royale, depuis la réforme de 2013, est régulièrement critiqué par les professionnels du droit pour son caractère discriminant vis-à-vis de la famille royale. Le professeur de droit à l'ULB, Charles-Eric Clesse, souligne que cette discrimination, en raison de leur naissance, pourrait justifier une condamnation de l'Etat belge la Cour européenne des droits de l'homme.
En effet, le professeur de droit à l'ULB Charles-Eric Clesse, auditeur du travail du Hainaut, rappelle que la loi de 2013 sur les dotations royales:
- interdit à la Princesse Astrid et au Prince Laurent d'exercer une activité professionnelle sous peine de perdre l'entièreté de leur dotation;
- la famille royale n'a pas accès à la sécurité sociale;
- ils n'ont pas droit aux allocations familiales;
- ils n'ont pas droit à une pension;
- ils n'ont pas droit à une pension de veuf;
- ils n'ont pas droit à une assurance maladie-invalidité;

## Comparaison
| Pays        | Montant annuel | Montant / hab |
| ----------- | -------------- | ------------- |
| Belgique    | 13 050 000 €   | 1,16 € / hab  |
| Pays-Bas    | 38 000 000 €   | 2,24 € / hab  |
| Royaume-Uni | 38 780 000 €   | 0,60 € / hab  |
| Luxembourg  | 10 600 000 €   | 18,82 € / hab |
| Danemark    | 13 200 000 €   | 2,33 € / hab  |
| Norvège     | 24 000 000 €   | 4,64 € / hab  |
| Suède       | 12 500 000 €   | 1,28 € / hab  |